# Lygisaurus curtus
Espèce
Synonymes
- Lygosoma curtum Boulenger, 1897

Lygisaurus curtus est une espèce de sauriens de la famille des Scincidae.

## Répartition
Cette espèce est endémique de l'Est de la Papouasie-Nouvelle-Guinée.

## Publication originale
- Boulenger, 1897 : Descriptions of new lizards and frogs from Mount Victoria, Owen Stanley Range, New Guinea, collected by Mr. A. S. Anthony. Annals and Magazine of Natural History, sér. 6, vol. 19, p. 6-13 (texte intégral).